# Handpop

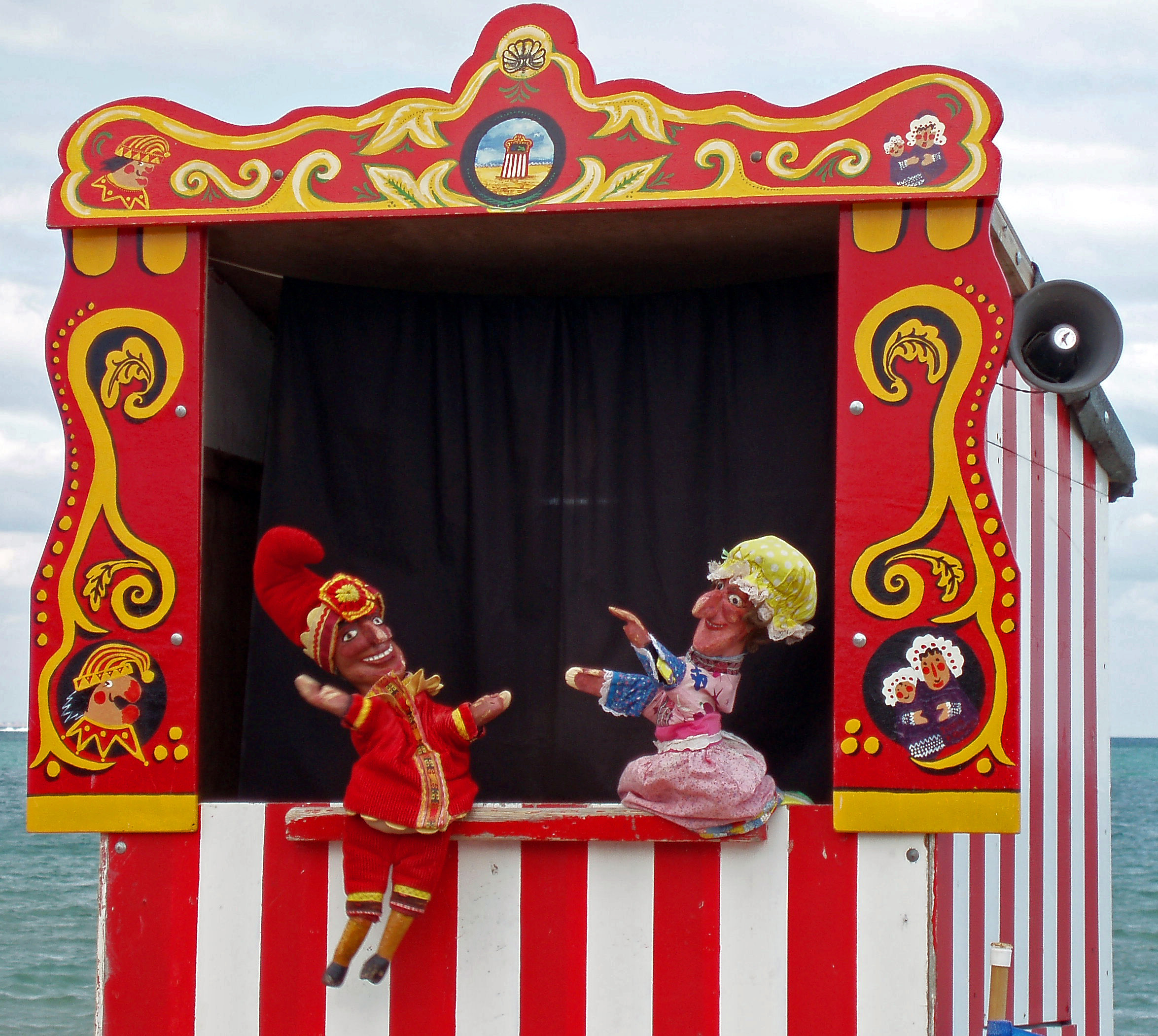
Handpoppen in een poppenkast

De klassieke handpop is een soort pop die men op een hand draagt, en voornamelijk gebruikt wordt om poppenkast te spelen. Het hoofd van de pop is meestal van plastic of stof, maar vroeger ook van geboetseerde en gebakken klei of papier-maché. Het hoofd is hol, zodat de speler er zijn middelvinger (soms ook wijsvinger én middenvinger) in kan steken.
Aan het hoofd is de kleding vastgemaakt, en de speler steekt zijn duim in de linkermouw van de pop, zijn pink in de rechtermouw. De bewegingen van de hand van de speler zijn dus te zien als bewegingen van hoofd, armen en romp van de pop.
Bij een sokpop, een variant op de handpop, steekt de poppenspeler zijn hand in een pop met alleen maar een nek en gezicht. Met zijn vingers beweegt hij dan de mond. Armen heeft een sokpop over het algemeen niet: deze pop heeft de vorm van een sok, en is in de meeste gevallen ook echt uit een (oude) sok gemaakt.
Modernere handpoppen zijn vaak groter. Dan kunnen naast het hoofd en de armen vaak ook de mond en de handen bewogen worden.

## Afbeeldingen

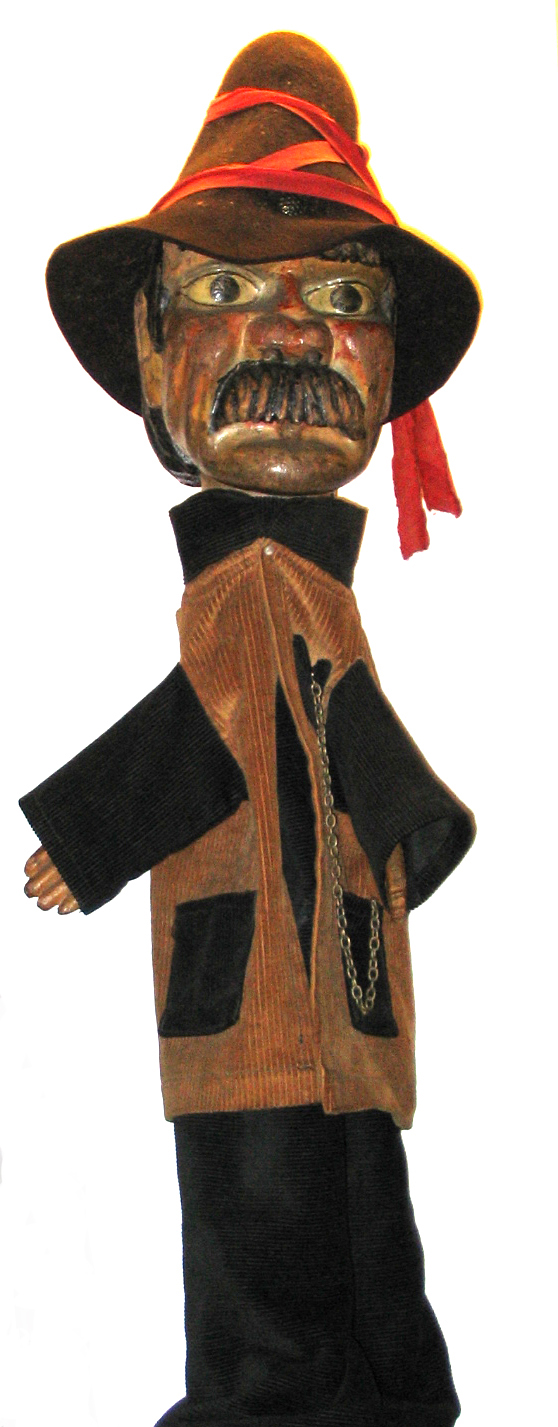
Klassieke handpop
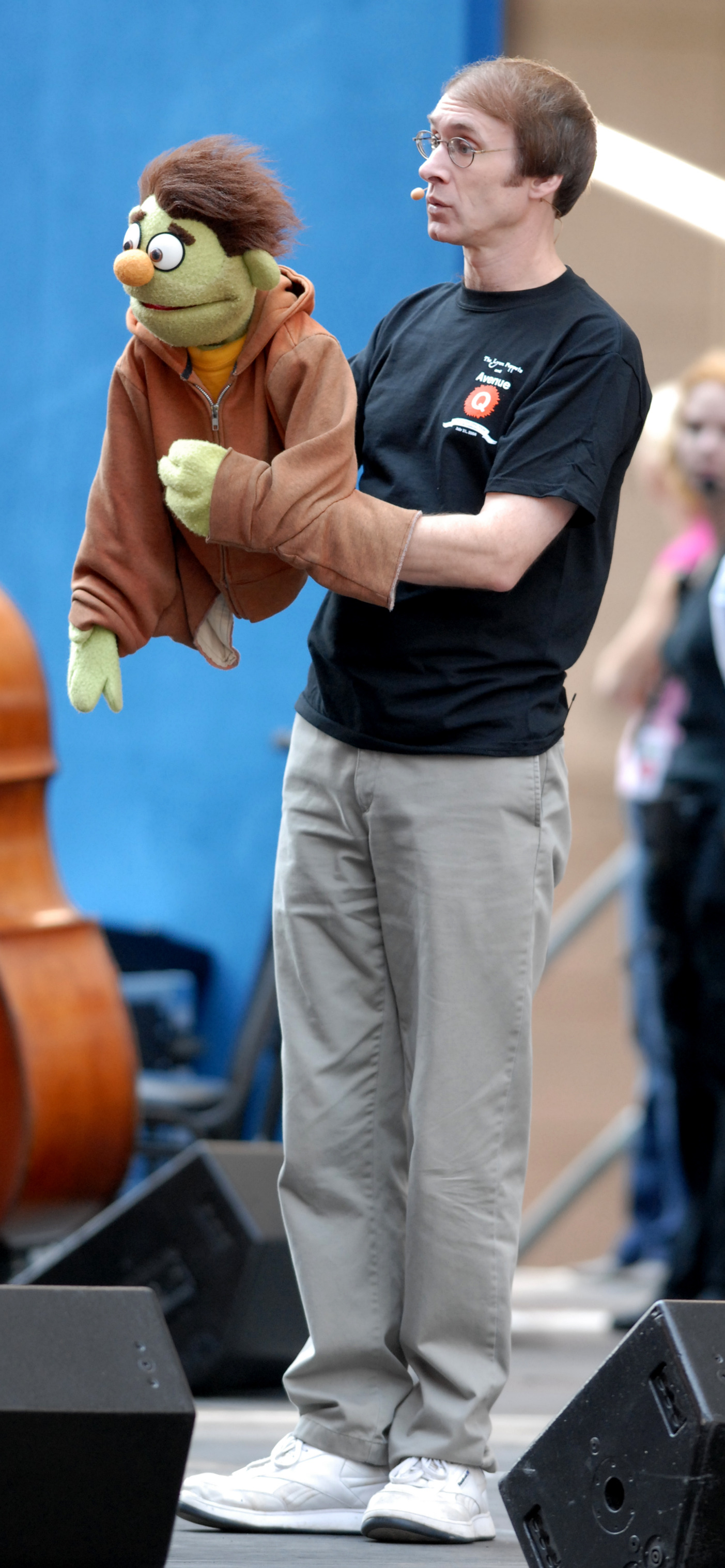
Bij moderne handpoppen wordt de poppenspeler niet altijd verborgen
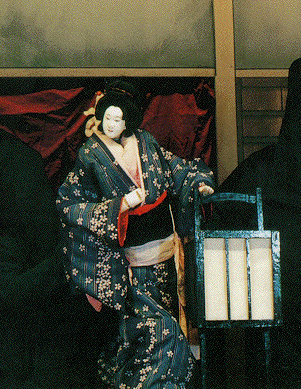
Bunraku, de poppenspelers (in zwart) zijn zichtbaar
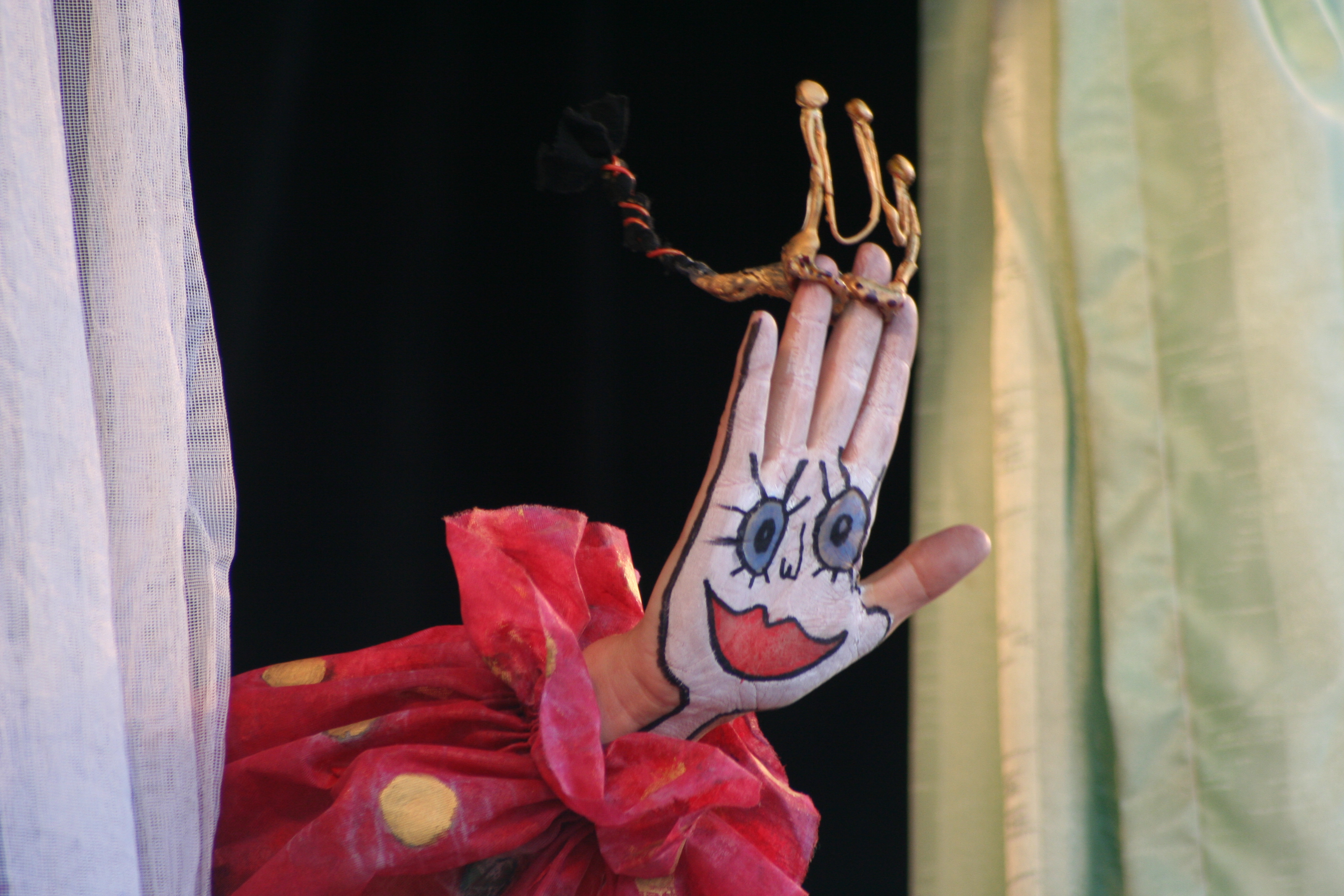
Vingerpop
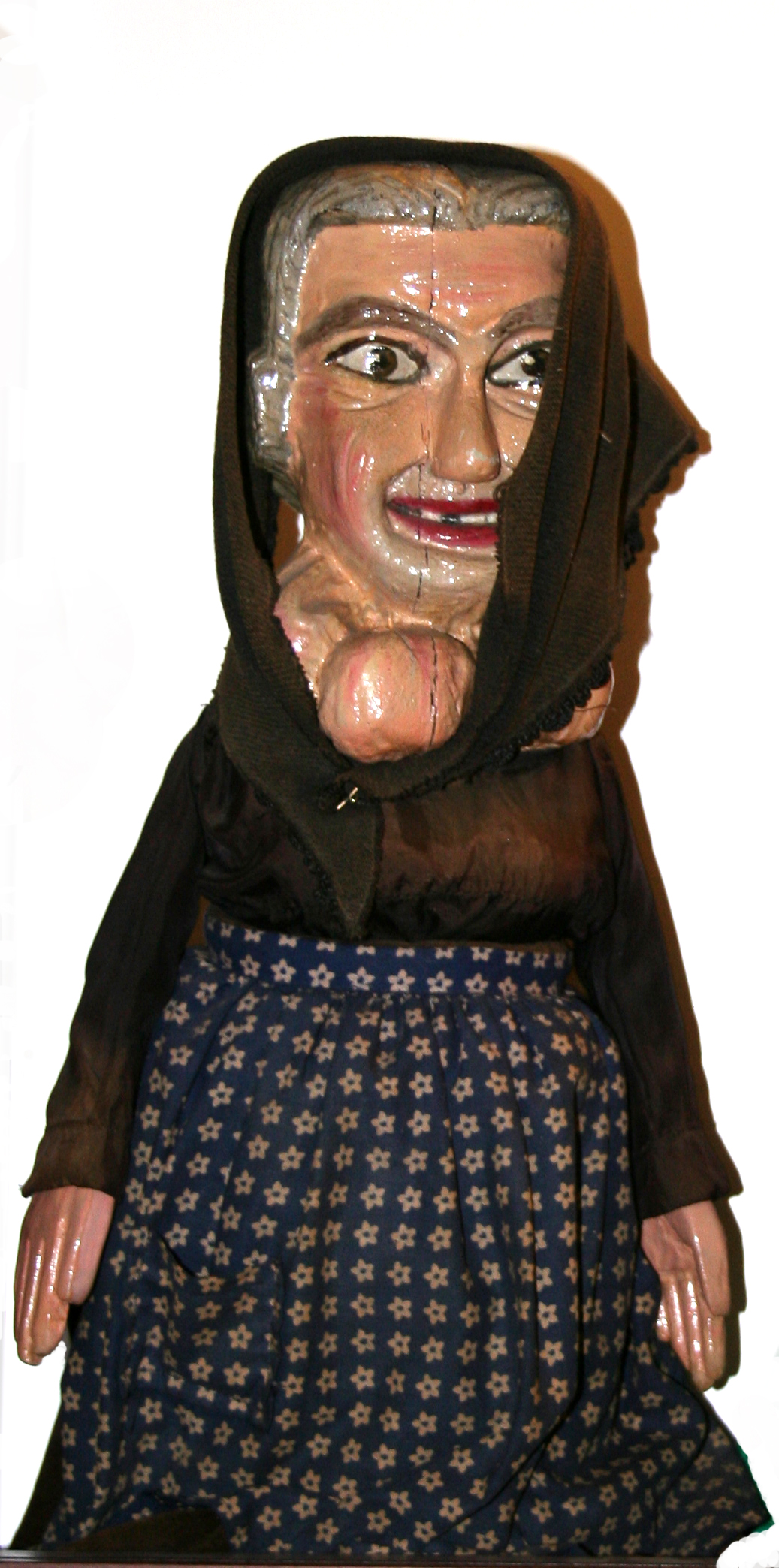
Maria Scatolera
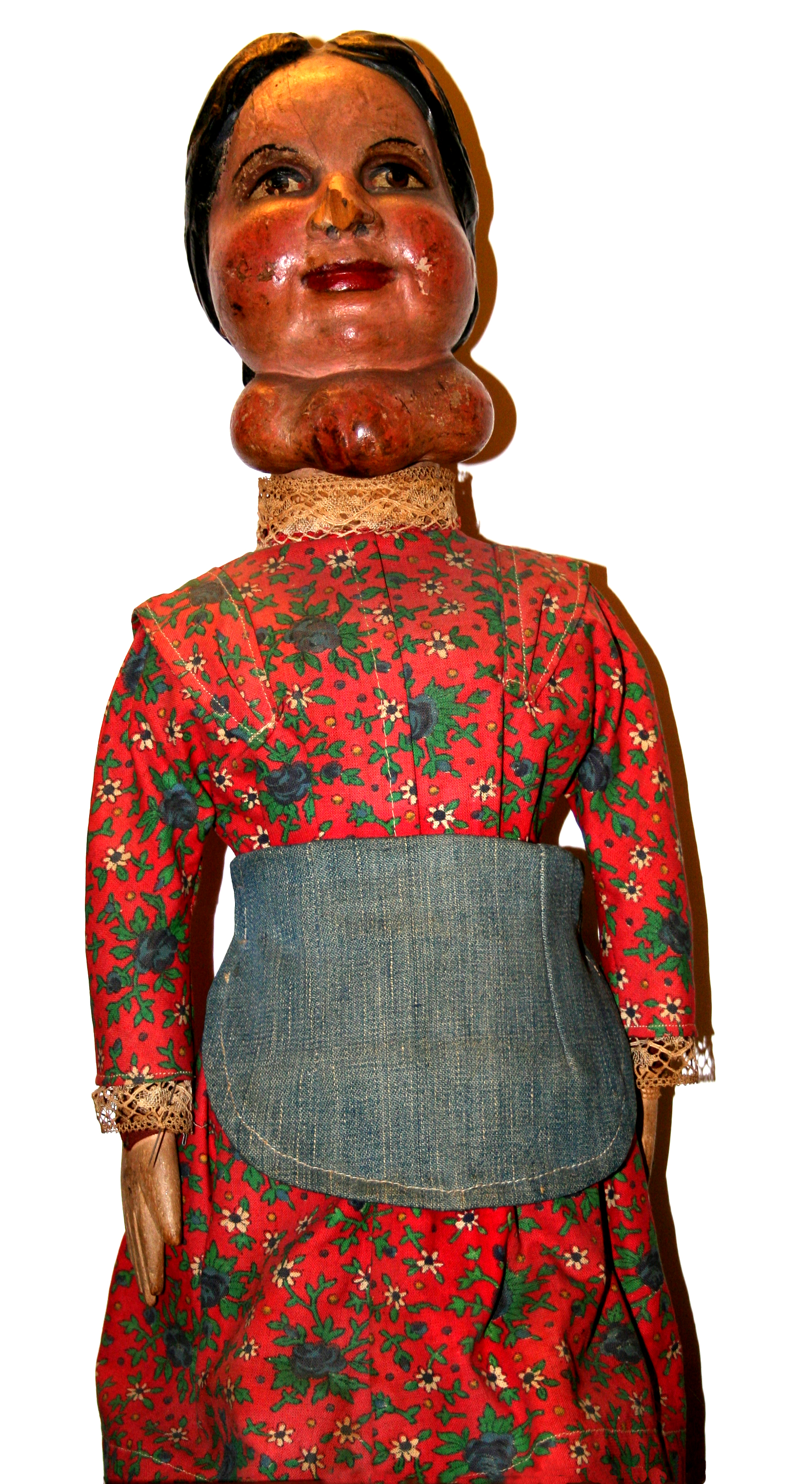
Margì
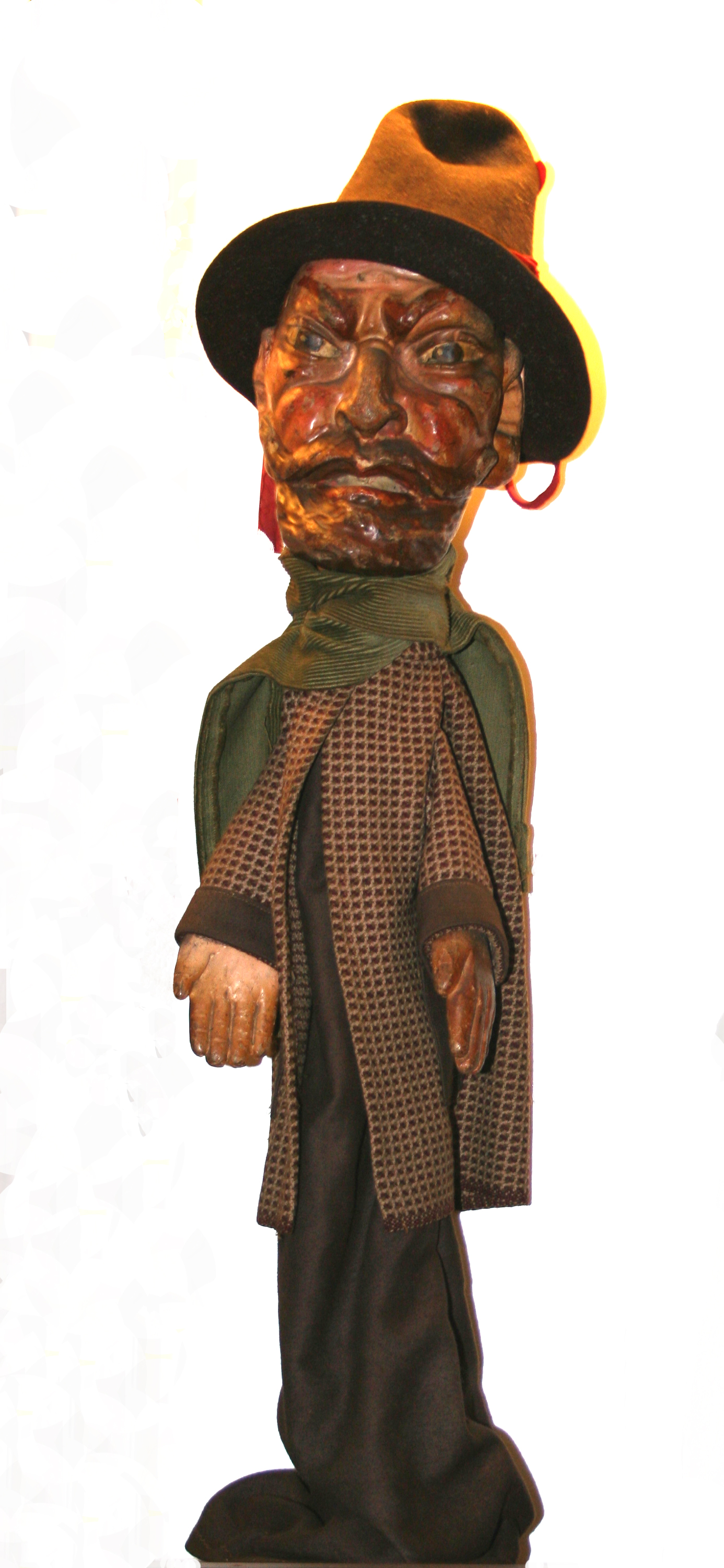
Spacamontagna
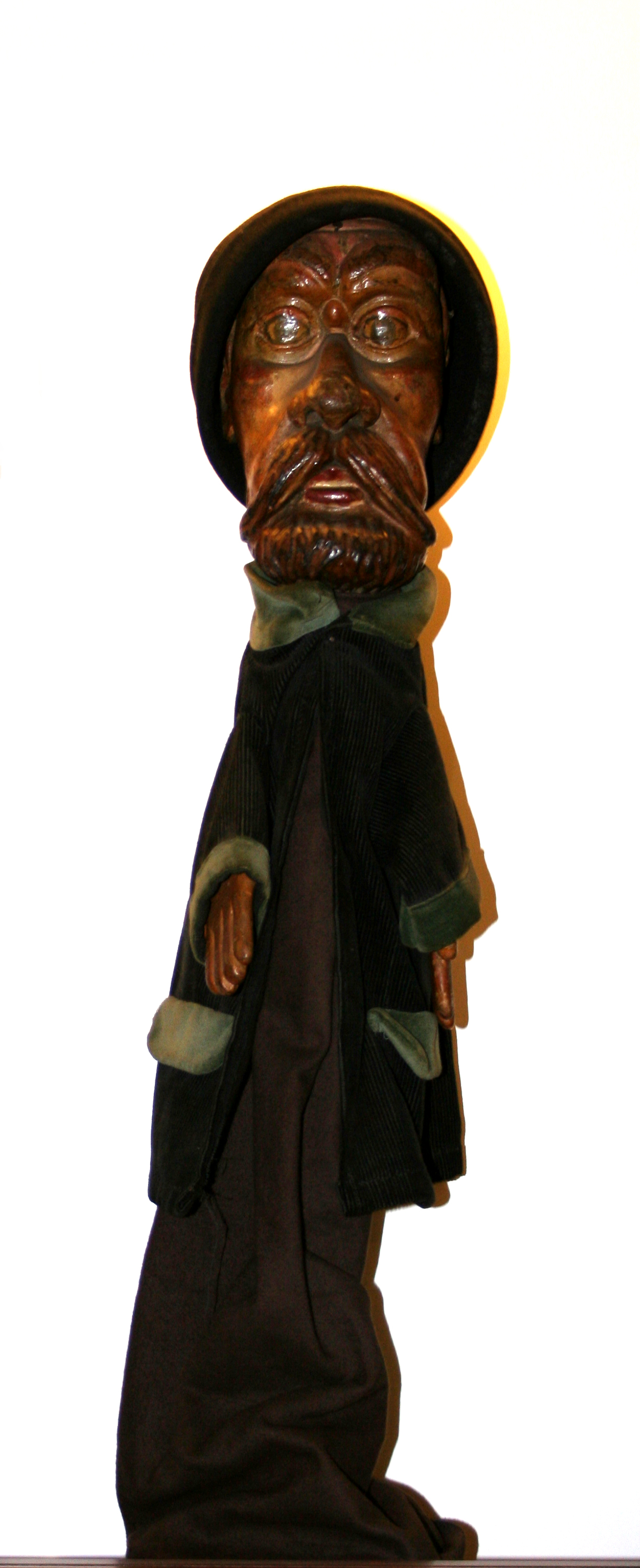
Mastegabröd
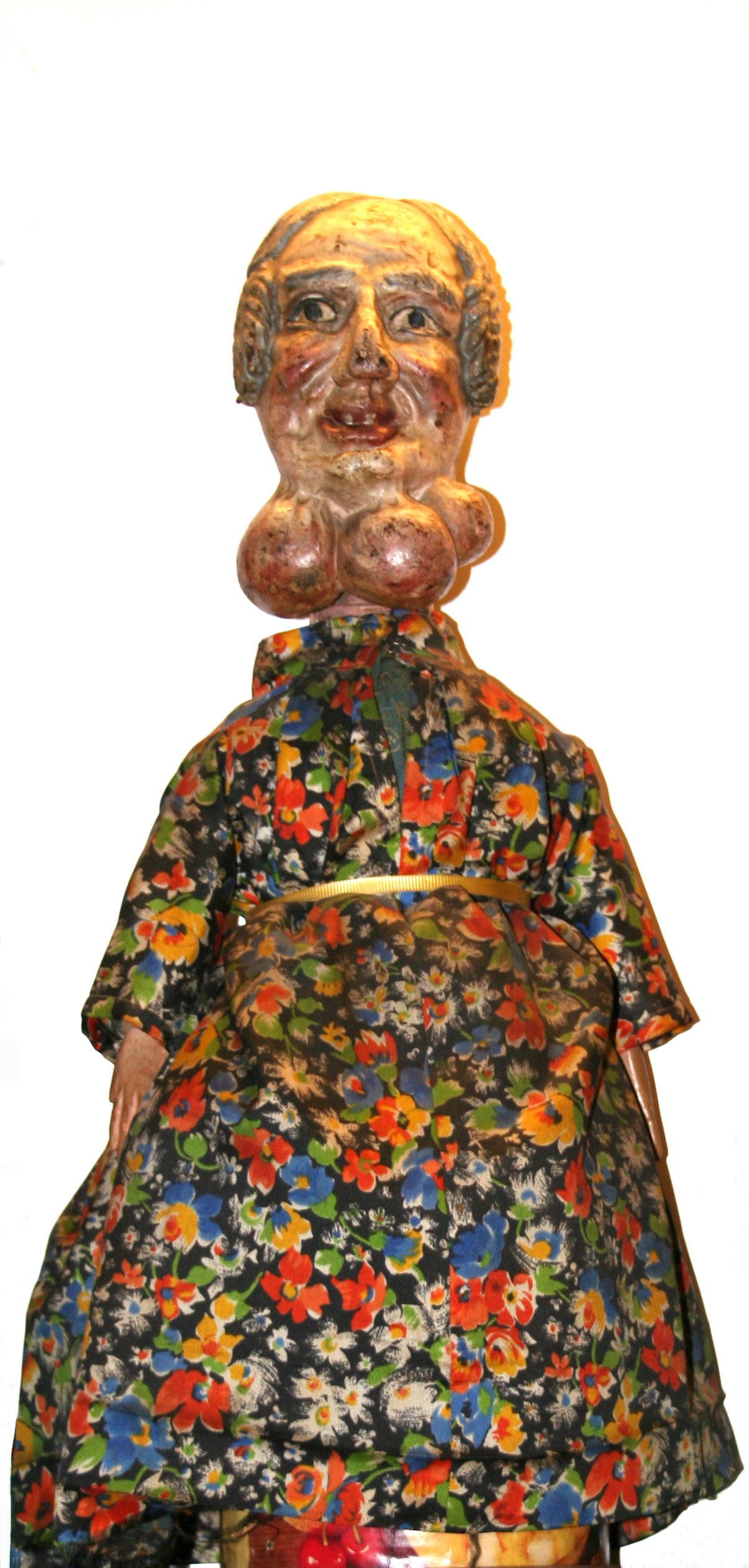
Bernarda, nonna van Giopì
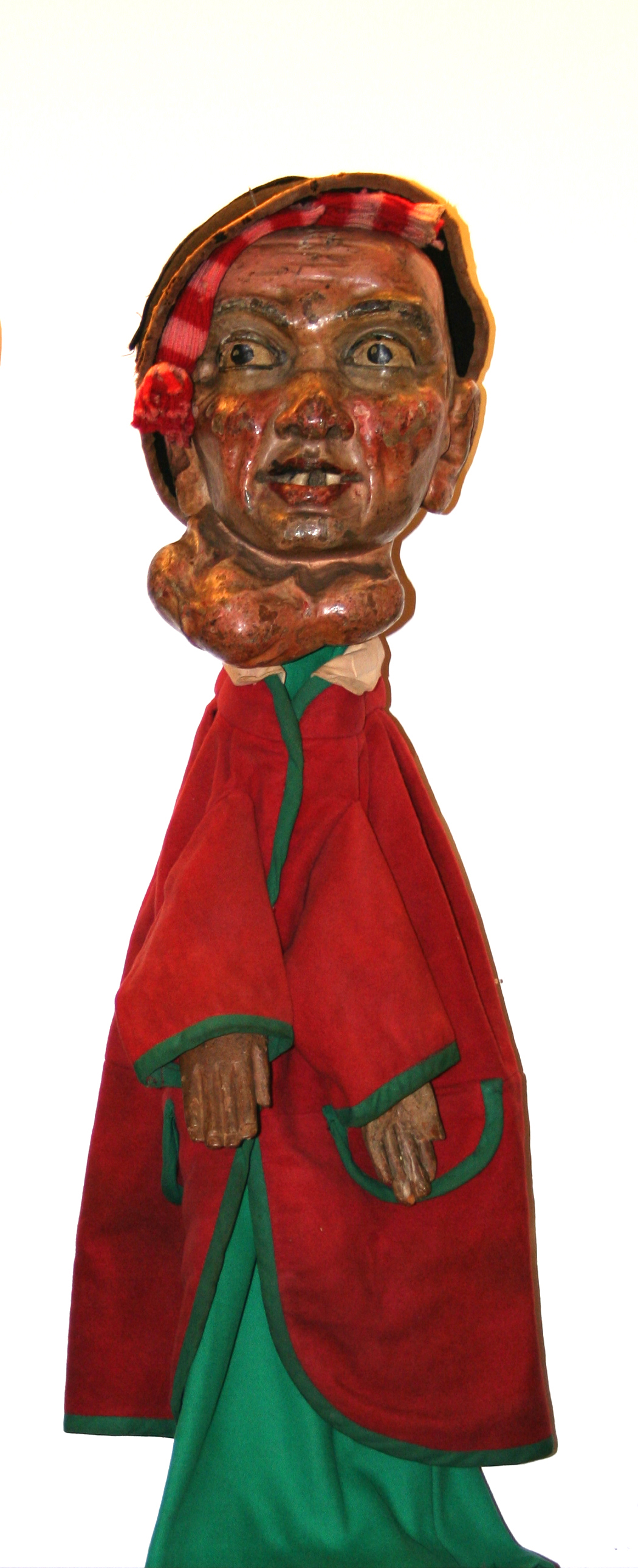
Bortolo Söcalonga
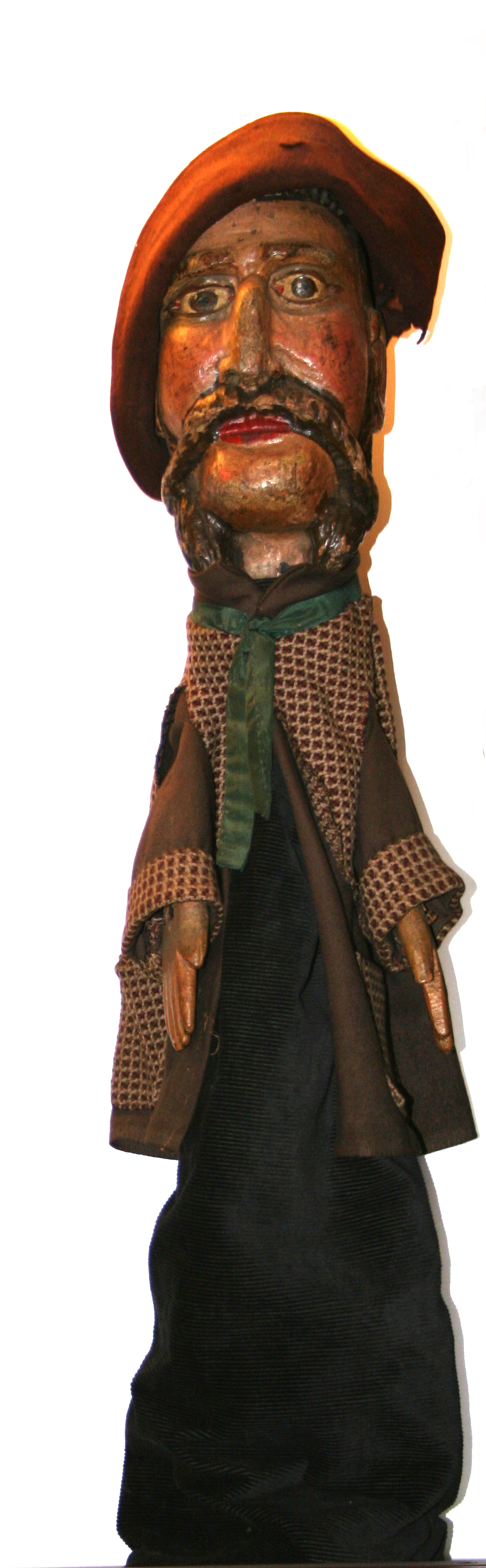
Camarmita
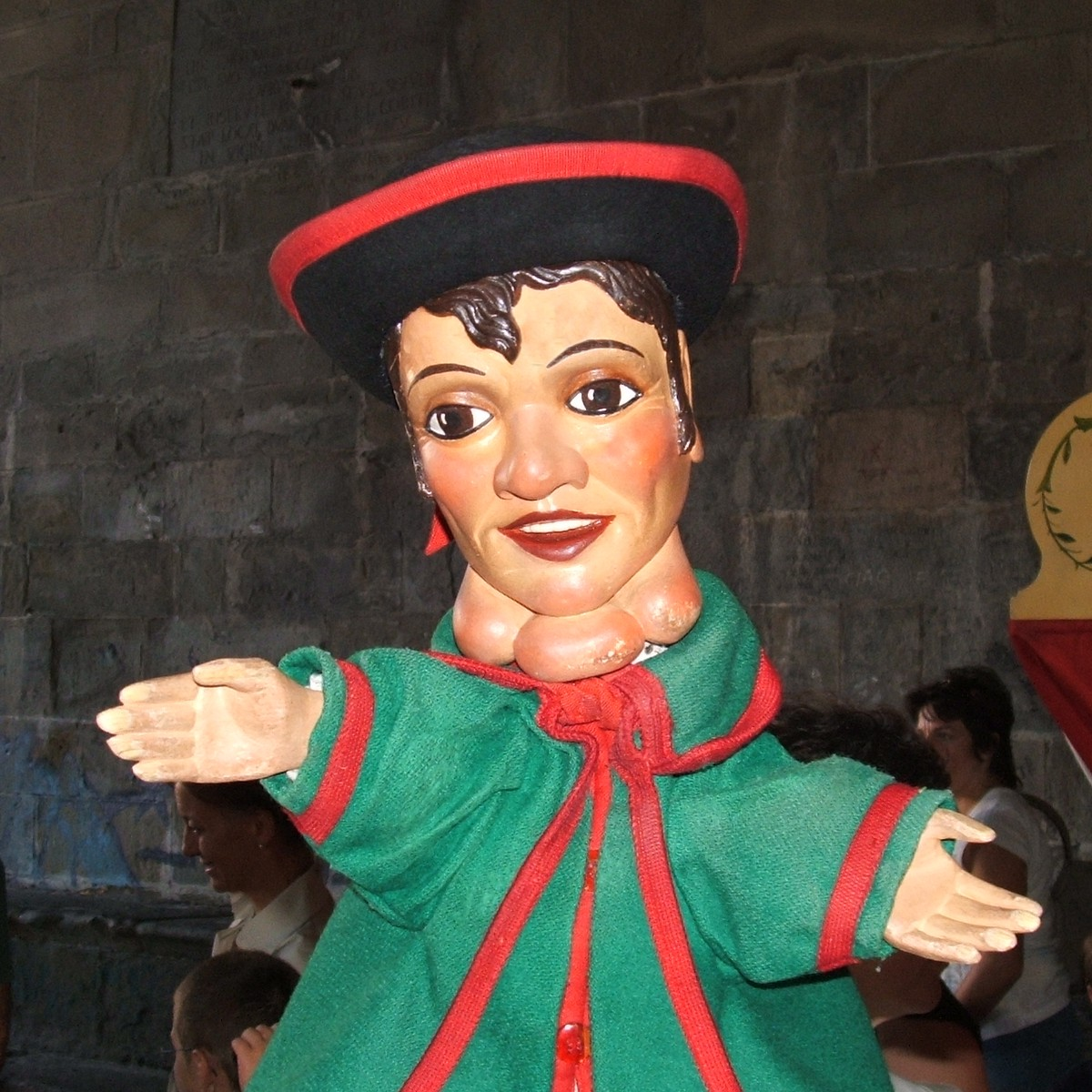
Gioppino
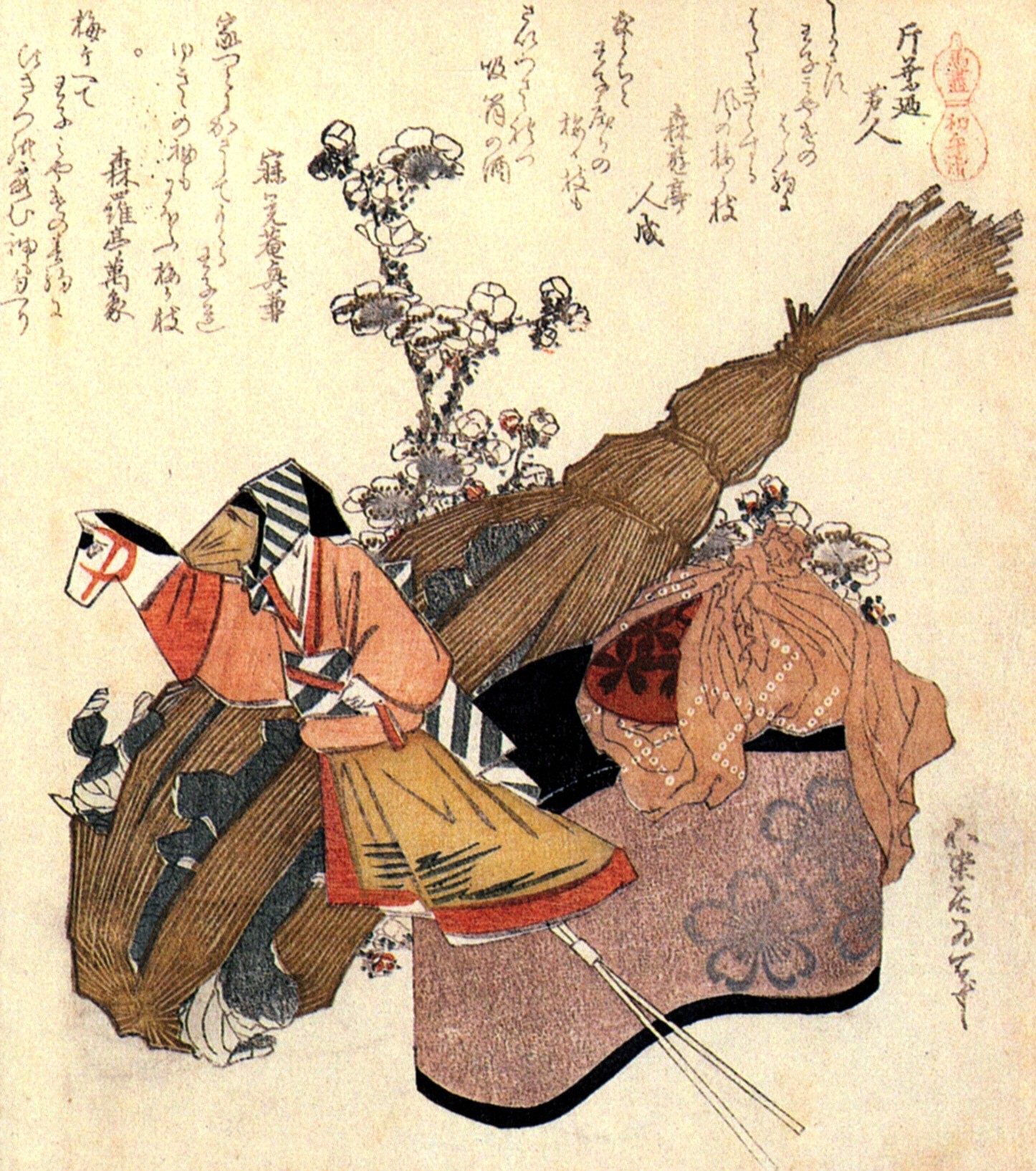
Afbeelding van Katsushika Hokusai (葛飾北斎) (1760–1849)